# Оборнишки окръг
Оборнишки окръг (на полски: Powiat obornicki) е окръг в Централна Полша, Великополско войводство. Заема площ от 711,04 км2. Административен център е град Оборники.

## География
Окръгът се намира в историческия регион Великополша. Разположен е в централната част на войводството.

## Население
Населението на окръга възлиза на 58 659 души (2012 г.). Гъстотата е 82 души/км2.

## Административно деление
Административно окръгът е разделен на 3 общини.
Градско-селски общини:
- Община Оборники
- Община Рогожно

Селска община:
- Община Ричивол

## Галерия
- Оборники
- Рогожно